# Paula Saldanha (judoca)
Paula Saldanha (6 de março de 1972) é uma judoca portuguesa. Ela competiu na competição de judo feminina dos 52Kg nos Jogos Olímpicos de 1992.

## Biografia
Nasceu em Portugal e veio para a ilha da Madeira frequentar a escola no 1.º ciclo, continuou na ilha e formou-se na Universidade da Madeira, na área de educação física e desporto.
Percurso
1987 - Campeã Nacional na categoria de 49 kg, no escalão de Juvenil.
1988 a 2003 – Campeã Nacional na categoria de 52 kg, no escalão de Júnior e Sénior.
1988 a 2003- Atleta da Seleção Nacional de Judo na categoria de 52 kg, no escalão de Júnior e Sénior, tendo integrado 4 projetos olímpicos – Barcelona 1992, Atlanta 1996, Sydney 2000 e Atenas 2004.
1992 – 7.ª Classificada nos Jogos Olímpicos de Barcelona 1992.
1992 - 1.ª Classificada no Torneio Internacional de Basileia – Suíça.
1993 - Colar Regional de Honra ao Mérito Desportivo do Governo Regional da Região Autónoma da Madeira.
1993 - 1.ª Classificada no Torneio Internacional de Varsóvia – Polónia.
1993 – 1.ª Classificada no Ranking Europeu.
1996 - 2.ª Classificada no Torneio Internacional de Roma – Itália.
1998 - 2.ª Classificada no Torneio Internacional de Budapeste – Hungria.
1999 - 1.ª Classificada no Torneio Internacional de Moscovo – Rússia.
1999 - Vice-campeã europeia no Campeonato da Europa Bratislava.
1999 - 3.ª Classificada no Torneio Internacional de Bona – Alemanha.
1999 - 3.ª Classificada no Torneio Internacional de Fukuoka – Japão.
2000 - 2.ª Classificada no Torneio Internacional de Praga – Chéquia.
2000 - 3.ª Classificada no Torneio Internacional de Amesterdão – Países Baixos.
2001 a 2002 Selecionadora Regional da Associação de Judo da RAM.
2004 a 2013 - Árbitro Nacional.
2014 - Árbitro Elite.
2015 - Árbitro Internacional.
Atualmente é técnica superior na Direção Regional do Desporto.